# خوان مونيوز
خوان مونيوز (بالإسبانية: Juan Muñoz)‏ مواليد 12 نوفمبر 1995 في إسبانيا، هو لاعب كرة قدم إسباني يلعب مع نادي إشبيلية كمهاجم. مثّل منتخب إسبانيا لكرة القدم فئة الشباب.

## روابط خارجية
- خوان مونيوز على موقع قاعدة بيانات كرة القدم.إي يو (الإنجليزية)
- خوان مونيوز على موقع Soccerway.com (الإنجليزية)
- خوان مونيوز على موقع عالم كرة القدم.نت (الإنجليزية)
- خوان مونيوز على موقع AS.com (الإسبانية)